# FairTax
FairTax é uma proposta de alteração da legislação fiscal do governo federal dos Estados Unidos destinado a substituir todos os impostos federais sobre a renda pessoal e corporativa com um único imposto sobre o consumo nacional amplo e sobre as vendas à retalho. Os impostos que seriam revogados incluem impostos pessoais (incluindo o imposto mínimo alternativo), imposto de renda das empresas, impostos sobre ganhos de capital, impostos sobre a folha de pagamento (incluindo a Segurança Social e Medicare), impostos sobre os donativos e os impostos imobiliários. Serviços pessoais, tais como cuidados de saúde, serviços jurídicos, serviços financeiros, cortes de cabelo, conserto de automóveis e seriam sujeitos à FairTax, assim como o aluguel de apartamentos e outros bens imóveis. As exportações e as transações comerciais intermediárias não seriam tributadas, nem a poupança, investimentos ou despesas educacionais, sendo eles seriam considerados um investimento e não um consumo final.
A planta do projeto foi introduzida no Congresso dos Estados Unidos como um Imposto Fair Act. O imposto seria cobrado uma única vez no ponto de venda sobre todos os novos produtos e serviços para consumo pessoal. A proposta também pede por um pagamento mensal a todos os agregados familiares de residentes legais dos EUA como um desconto de antecedência, ou "prebate", do imposto sobre a compras de indivíduos com até detrminado nível de pobreza. A taxa de imposto sobre vendas, conforme definido no legislação para o primeiro ano, é de 23% do pagamento total, incluindo o imposto ($ 23 de cada 100 dólares gastos no total, calculado de forma semelhante aos impostos sobre o rendimento). Isso seria equivalente a uma tradicional alíquota de aproximadamente 30% cobrada nos EUA ($ 23 em cima de cada 77 dólares gastos US $ 100 no total). A taxa seria, então, automaticamente ajustada anualmente com base nas receitas federais do ano fiscal anterior The rate would then be automatically adjusted annually based on federal receipts in the previous fiscal year.
.
O FairTax então seria um imposto progressivo sobre o consumo, mas também seria regressivo sobre os rendimentos em níveis mais altos de renda (o percentual do consumo cai o acréscimo dos rendimentos). Os opositores argumentam que tal consequentemente diminuiria a carga fiscal sobre pessoas com elevados rendimentos e iria aumentá-la sobre a classe média. Os defensores alegam que o plano seria diminuir os encargos fiscais, ampliação da base tributária, efetivamente tributar a riqueza e o poder de compra crescente. Os defensores do plano dizem também que um imposto sobre o consumo teria um efeito positivo sobre a poupança e o investimento, facilitar cumprimento das obrigações fiscais, e que o imposto resultaria em maior crescimento econômico, os incentivos par que os investidores internacionais se localizem os EUA, e aumento da competitividade dos EUA no comércio internacional. Os opositores alegam que um imposto sobre o consumo desse porte seria extremamente difícil de se fazer sua recolta, e levaria a evasão fiscal generalizada. Eles também argumentam que a taxa de venda proposta elevaria menos receita do que o atual sistema de impostos, levando a um déficit orçamentário crescente.
Nos últimos anos, um movimento de reforma tributária foi formado por detrás da proposta do FairTax. O aumento do apoio cresceu uma após uma rádio-entrevista entre Neal Boortz e o congressista da Geórgia John Linder que publicou o livro FairTax em 2005 e ganhou visibilidade adicional durante a campanha presidencial de 2008. Uma série de comissões parlamentares ouviram depoimentos sobre o projeto de lei, no entanto, não passou da comissão desde a sua introdução em 1999 e ainda não tem nenhum efeito sobre o sistema tributário. O plano deverá aumentar a transparência dos custos de financiamento do governo federal, e partidários acreditam que teria efeitos positivos sobre as liberdades civis, o meio ambiente e com vantagens fiscais para atividade ilegal e imigrantes ilegais. Há preocupações quanto à proposta de revogação da Décima Sexta Emenda, a retirada de incentivos de dedução fiscal, efeitos de transição na poupança após impostos, incentivos à utilização de crédito, e da perda de vantagens fiscais para os títulos estaduais e locais.